# Edgar Cayce
Edgar Evans Cayce (Hopkinsville, 18 de Março de 1877 — Virginia Beach, 3 de Janeiro de 1945) foi um paranormal norte-americano que teria canalizado respostas para questões que tratam sobre espiritualidade, imortalidade, reencarnação, saúde, entre outras. Também fundou a organização sem fins lucrativos Association for Research and Enlightenment e trabalhou como fotógrafo.

## Biografia
Cayce teria sido um dos maiores clarividentes da História. Era chamado pela mídia norte-americana como "O Profeta Adormecido", porque predizia eventos futuros e prescrevia medicamentos com os olhos fechados, relaxado sobre um divã e ao lado de uma taquígrafa realizando as anotações, em um suposto estado de "transe".
Entre algumas predições que teria realizado, estão a previsão do início e do fim dos conflitos da I e II Guerras Mundiais, o surgimento do Nazismo, os conflitos raciais dos EUA desde o início dos anos 20, as datas dos falecimentos de dois dos Presidentes dos EUA à época, a extinção da Liga das Nações (organização que antecedeu a ONU em princípios e objetivos), a Grande Depressão Econômica (1929-1934) dos EUA, o fim do comunismo na Rússia e o surgimento da China como grande potência econômica e cultural.
Entre as predições que ainda não se realizaram, está a III Guerra Mundial, que surgiria do conflito entre a Líbia, Egito, na Síria e em regiões remotas na Indonésia, Golfo Pérsico e Austrália. Outros eventos como transformações do clima, geologia e geografia da Terra, como o aumento do nível dos oceanos, a volta à atividade de falhas sísmico-geológicas e vulcões, a submersão da Califórnia, o desaparecimento de Nova York, a destruição do arquipélago japonês, dentre outros, ainda estão por se confirmar parcial ou inteiramente.

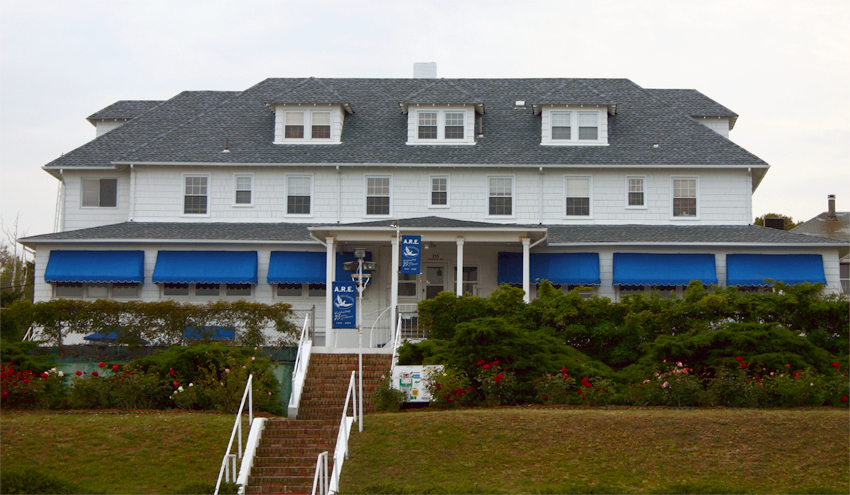
Cayce Hospital, Virginia Beach (2006)

Edgar Evans Cayce era filho de agricultores e suas habilidades psíquicas começaram a aparecer em sua infância. É alegado que Edgar Cayce poderia ver e falar com o espírito de seu avô, dentre outros espíritos e ainda criança podia memorizar livros dormindo sobre eles.
Na área da saúde, teria predito o aparecimento de doenças modernas, como stress, tensão arterial alterada e o aumento de doenças cardíacas.
Clientes de Cayce inclui uma série de pessoas famosas, como Woodrow Wilson, Thomas Edison, Irving Berlin e George Gershwin.
Além das profecias, realizou também um detalhado relato sobre o mítico continente da Atlântida.